# Фелікс Савар
Фе́лікс Сава́р (фр. Félix Savart; 30 червня 1791, Шарлевіль-Мезьєр,— 16 березня 1841, Париж) — французький фізик і математик, член Паризької академії наук (1827). Відомий своїми науковими дослідженнями, головним чином, в галузі акустики, оптики й електромагнетизму.

## Біографія
Фелікс Савар народився у місті Шарлевіль-Мезьєр. Здобувши медичну освіту, він почав свою трудову кар'єру як військовий хірург, з 1816 року мав лікарську практику в Страсбурзі. 1820 року він отримав посаду викладача фізики в одному приватному навчальному закладі в Парижі, а з 1827 року працював консерватором фізичного кабінету в Колеж де Франс.
У підручниках фізики згадується зубчасте колесо Савара, що служить для визначення числа коливань звучного тіла, а також просте пристосування для знаходження положень вузлів і пучностей в звучних трубках; воно складається з натягнутою на дерев'яне кільце перетинки, на яку насипається пісок, і яка на нитках опускається всередину вертикальної труби.
Його досліди спрямовані були переважно на вивчення умов резонансу і передачі звукових коливань в різних тілах. На підставі цих дослідів і теоретичних міркувань він створив особливої форми скрипку, яка, однак, не знайшла застосування в музиці. Досліджуючи італійські скрипки, відкрив закономірності співвідношення верхньої та нижньої дек, висуну теорію їхнього гармонійного налаштування. Разом із Вільйомом вимірював щільність деревини, з якої виготовляли скрипки. Влаштуванню струнних інструментів він присвятив окрему працю.

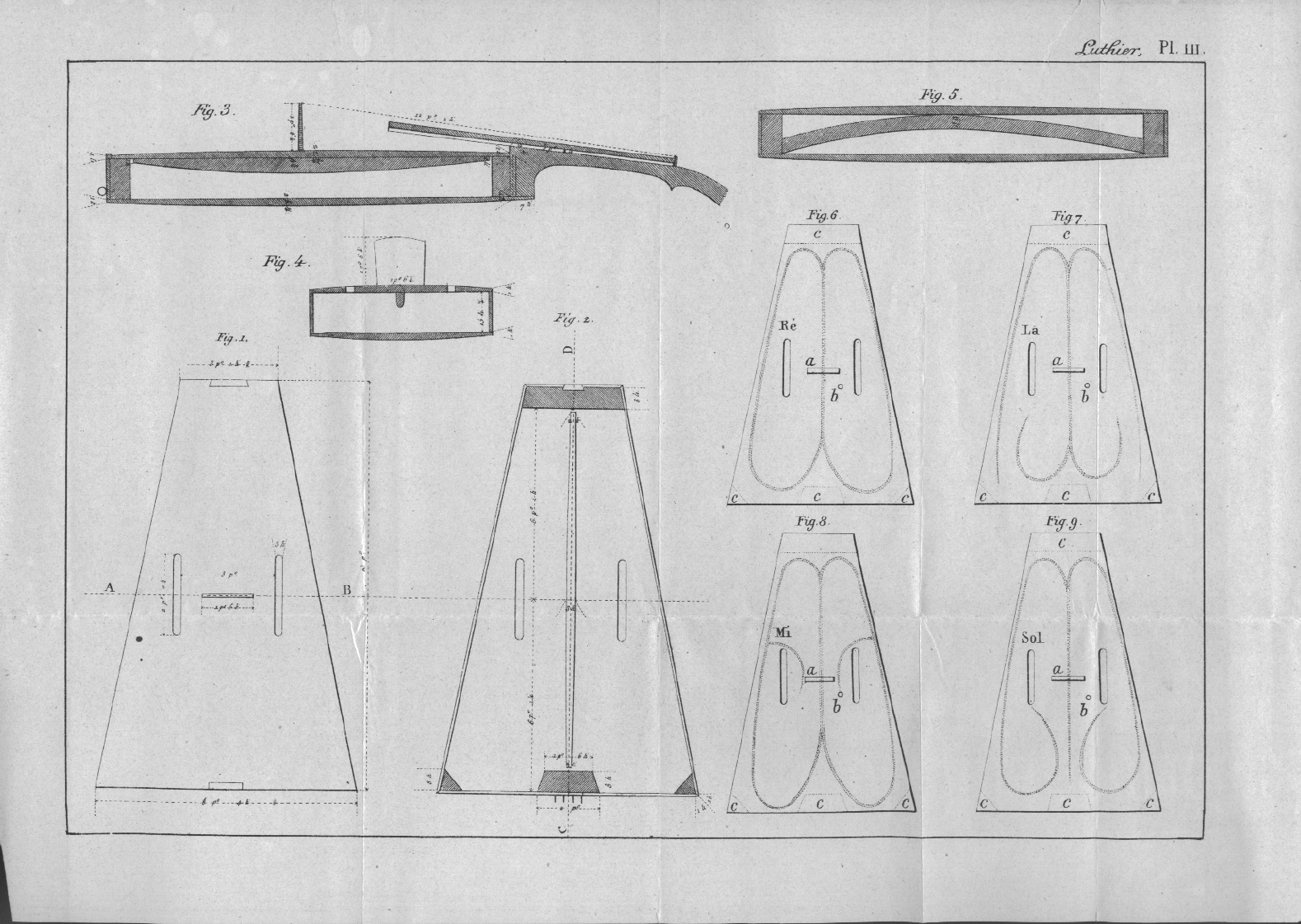
План трапецієподібної скрипки Савара.

Крім того, Савар багато часу присвятив питанню про межі чутності тонів. В результаті дослідів він виявив, що тон в 30000 коливань в секунду чується майже всіма; 33000 же коливань в секунду чують вже небагато. Притому тони, коливання яких перевершують 16000 коливань в секунду, вже не розрізняються вухом між собою і тому не можуть вживатися в музиці. Верхньою межею чутності Савар вважав 96000 коливань в секунду (інші визначали цю межу в 80 тисяч і навіть 70000 коливань). Для нижньої межі він брав 14-16 коливань.
Проводив дослідження за звучанням труб, в які введено полум'я або з яких випливає тонкий струмінь рідини. Брав участь у дослідах Біо з вивчення взаємодії електричного струму і магнітного поля; результатом цих дослідів було встановлення у 1820 році закону Біо — Савара — Лапласа. Ще одним винаходом цього вченого був полярископ Савара — кварцева пластина для вивчення поляризації світла.
Помер у Парижі 16 березня 1841.
Хоча Савар і не вніс в науку нічого особливо великого, завдяки його численним і дотепним дослідженням його ім'я користується досить значною і цілком заслуженою популярністю. Його іменем названо одиницю частотного інтервалу. Фелікс Савар був знайомий з Оноре де Бальзаком, який присвятив йому роман «Шагренева шкіра».